# Aphrodisium cribricolle
Aphrodisium cribricolle är en skalbaggsart som beskrevs av Max Poll 1890. Aphrodisium cribricolle ingår i släktet Aphrodisium och familjen långhorningar.
Artens utbredningsområde är:
- Laos.
- Burma.

Inga underarter finns listade i Catalogue of Life.